# Itzhak Stern
Itzhak Stern (Krakkó, 1901. január 25. – Izrael, 1969.) a német Oskar Schindler könyvelője volt. Legfőképpen a Schindler listája című filmből ismert. A filmben Ben Kingsley játssza az ő szerepét. Ő gépelte le a zsidó nevekből álló listát, ami Schindler listájaként ismert. Annak ellenére, hogy zsidó volt, Schindler pedig náci, Schindler hálás volt neki. Az első találkozásukkor Stern közölte Schindlerrel, hogy zsidókat olcsóbban tudna alkalmazni a gyárában. Itzhak Stern özvegye is megjelent a Schindler listája című film végén, amikor meglátogatják Schindler sírját. A testvére, Natan Stern is egy volt a Schindler-zsidók közül.